# Psaume 24 (Boulanger)
Pour les articles homonymes, voir Psaume 24.
La terre appartient à l'Éternel
Le Psaume 24, ou Psaume XXIV, « La terre appartient à l'Éternel », est une œuvre de musique sacrée composée par Lili Boulanger en 1916.

## Présentation
Le Psaume 24 (La terre appartient à l'Éternel) est esquissé à Gargenville en septembre 1915 et terminé en 1916, lors du second séjour à Rome de Lili Boulanger, prix de Rome 1913 et pensionnaire à la Villa Médicis,,.
L'œuvre, écrite pour ténor solo, chœur mixte, cuivres, timbales, harpes et orgue, est dédiée à Jules Griset,.
Pour la musicologue Adélaïde de Place, la pièce, d'une durée moyenne d'exécution de trois minutes environ, « trouve sa force dans sa simplicité ». Pour Harry Halbreich, c'est une « page très brève, mais d'un impact foudroyant ».

## Création
L'œuvre est créée le 17 janvier 1923 à Paris, salle du Conservatoire, lors d'une « Audition des envois de Rome des œuvres de Lili Boulanger », par la classe d'ensemble vocal du Conservatoire et l'orchestre de l'Opéra, sous la direction d'Henri Busser, avec Nadia Boulanger à l'orgue.
Elle est reprise le 18 février 1923, salle Gaveau, par l'orchestre des Concerts Lamoureux, l'ensemble vocal du Conservatoire, M. Rambaud, ténor solo, et Nadia Boulanger, orgue, sous la direction de Paul Paray.

## Structure et analyse
Le Psaume XXIV : La terre appartient à l'Éternel , en mi majeur modal, est de forme ternaire et comprend trois parties,. Il est composé sur le texte du psaume 24.
Dans la première partie, « les trois strophes initiales sont lancées par le chœur », et les cuivres « soulignent chaque période ». Le chœur est dominé par les voix d'hommes, les voix de femmes n'intervenant que dans la dernière partie du psaume.
La deuxième partie est quant à elle plus recueillie. Elle réunit « les quatre strophes suivantes, la dernière étant chantée par le ténor solo ». Cette partie commence à la dominante si majeur par un interlude, « Ce sera l'homme qui a les mains pures », chanté par le chœur d'hommes accompagné de l'orgue seulement. Le ténor solo intervient ensuite (« Il recevra la bénédiction »), dans une sorte de « bref récitatif choral [qui] précède la reprise amplifiée du premier volet ».
La troisième et dernière partie est « confiée de nouveau au chœur » entier, avec l'entrée des voix féminines. Ce dernier volet « célèbre la gloire de l'Éternel ».
Harry Halbreich qualifie l'œuvre de « chant de victoire d'un élan irrésistible, d'une rude et virile allégresse, aux harmonies organales de quartes et de quintes d'une âpreté roborative en l'éclat coruscant des alliages de cuivres et d'orgue ». Le musicologue remarque qu'on « se sent à mi-chemin entre les chœurs conclusifs du Martyre de Saint-Sébastien de Debussy et les grands Psaumes de fête du Roi David d'Honegger, dont voici une préfiguration saisissante ».
Pour Mireille Gaudin, « toute de force concentrée, l'œuvre est [...] de pleine maturité. Écrite en mi mineur, tonalité très aimée de Lili Boulanger, elle se déroule en un seul jet « comme un chant de victoire irrésistible et monolithe des armées du Seigneur » (Jacques Chailley). Cuivres, orgue et harpe martèlent le chant de victoire dont le caractère guerrier est accentué par la prédominance des voix masculines ».
Les Psaumes de Lili Boulanger sont « des chefs-d'œuvre du genre, par leur ardeur mystique et leur souffle musical ».
La partition est publiée par Durand en 1924. Lili Boulanger a également réalisé une réduction pour voix et piano du Psaume 24, toujours éditée par Durand. Il existe en outre une transcription pour grand orchestre, sans orgue, du Psaume 24, réalisée par Nadia Boulanger.

## Discographie
- Michel Sénéchal (ténor), Jean-Jacques Grunenwald (orgue), Chorale Élisabeth Brasseur, Orchestre de l'Association des Concerts Lamoureux, dir. Igor Markevitch (1958, EMI CDM 7 64281 2) (OCLC 496666374).
- Martial Defontaine (ténor), Chœur symphonique de Namur et Orchestre philharmonique du Luxembourg, Mark Stringer (en) (dir.), Timpani, 1998/2007.
- Neil MacKenzie (ténor), City of Birmingham Symphony Chorus, BBC Philharmonic, dir. Yan Pascal Tortelier (dir.), Chandos, 1999[2].
- Ian Partridge (ténor), BBC Chorus, BBC Symphony Orchestra, Nadia Boulanger (dir.), BBC Music Legends, 1968/1999[7].
- Julian Podger (en) (ténor), Monteverdi Choir et l'Orchestre symphonique de Londres, John Eliot Gardiner (dir.), Deutsche Grammophon, 2002.
- Orpheus Vokalensemble, Antonii Baryshevskyi (piano), Michael Alber (dir.), Carus, 2018[8].